# Cerastium baischanense
Cerastium baischanense är en nejlikväxtart som beskrevs av Y.C. Chu. Cerastium baischanense ingår i släktet arvar, och familjen nejlikväxter. Inga underarter finns listade i Catalogue of Life.